# 外來偶蹄類腦病
外來偶蹄類腦病（英語：Exotic ungulate encephalopathy，縮寫為EUE），傳染性海綿狀腦病的一種，由普利昂蛋白質引起的腦病變，主要侵襲在動物園中被人類飼養的動物。在1990年代開始，在英國動物園中的多個物種就被發現感染了這個疾病，包括扭角林羚、安氏林羚、南非劍羚、伊蘭羚羊、阿拉伯大羚羊、彎角劍羚、Ankole-Watusi牛、與美洲野牛。研究指出，這個疾病的傳染途徑，可能是經由動物飼料中添加的肉骨粉。所有染病动物在1990年代死亡，而最近一次病例出現在1998年。

## 参阅
1. ↑  Contreras, Marcela; Barbara, John A. J.; Fiona A. M. Regan. . Cambridge, UK: Cambridge University Press. 2008: 141. ISBN 0-521-45393-3.
2. ↑  Strauss, Ellen G.; Strauss, James H. . Boston, MA: Elsevier / Academic Press. 2008. ISBN 0-12-373741-9.
3. 1 2  Baird-Parker, A. C.; Gould, G. W.; Lund, Barbara M. . Gaithersburg, Md: Aspen Publishers. 2000: 1590–1598. ISBN 0-8342-1323-0.